# Poborovice
Poborovice jsou malá vesnice, část obce Bezděkov v okrese Klatovy v Plzeňském kraji. Nachází se asi jeden kilometr severovýchodně od Bezděkova. Je zde evidováno 13 adres. V roce 2011 zde trvale žilo 56 obyvatel.
Poborovice leží v katastrálním území Bezděkov u Klatov o výměře 6,41 km².

## Historie
První písemná zmínka o vesnici pochází z roku 1642.

## Obyvatelstvo
| Rok            | 1869 | 1880 | 1890 | 1900 | 1910 | 1921 | 1930 | 1950 | 1961 | 1970 | 1980 | 1991 | 2001 | 2011 | 2021 |
| -------------- | ---- | ---- | ---- | ---- | ---- | ---- | ---- | ---- | ---- | ---- | ---- | ---- | ---- | ---- | ---- |
| Počet obyvatel | 130  | 142  | 119  | 110  | 122  | 103  | 88   | 59   | 58   | 48   | 39   | 46   | 52   | 56   | 56   |
| Počet domů     | 12   | 13   | 12   | 12   | 12   | 12   | 13   | 12   | 12   | 11   | 11   | 11   | 12   | 13   | 13   |

## Obecní správa
Při sčítání lidu v letech 1850–1949 Poborovice byly osadou obce Bezděkov v okrese Klatovy. V letech 1950–1959 byly osadou obce Kal v okrese Klatovy. Od roku 1960 jsou opět částí obce Bezděkov v okrese Klatovy.

## Galerie

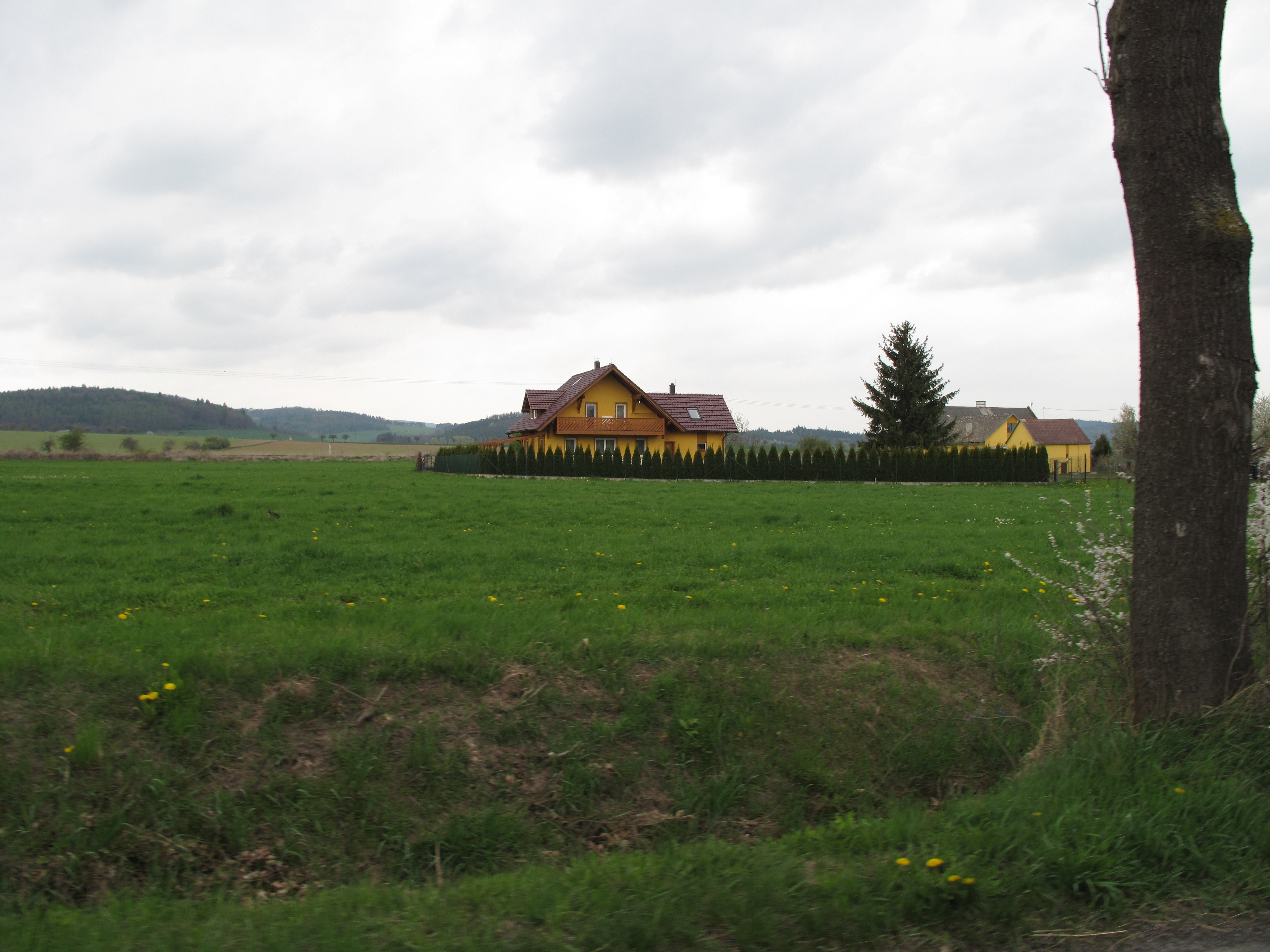
Pohled zdáli na jeden z domů
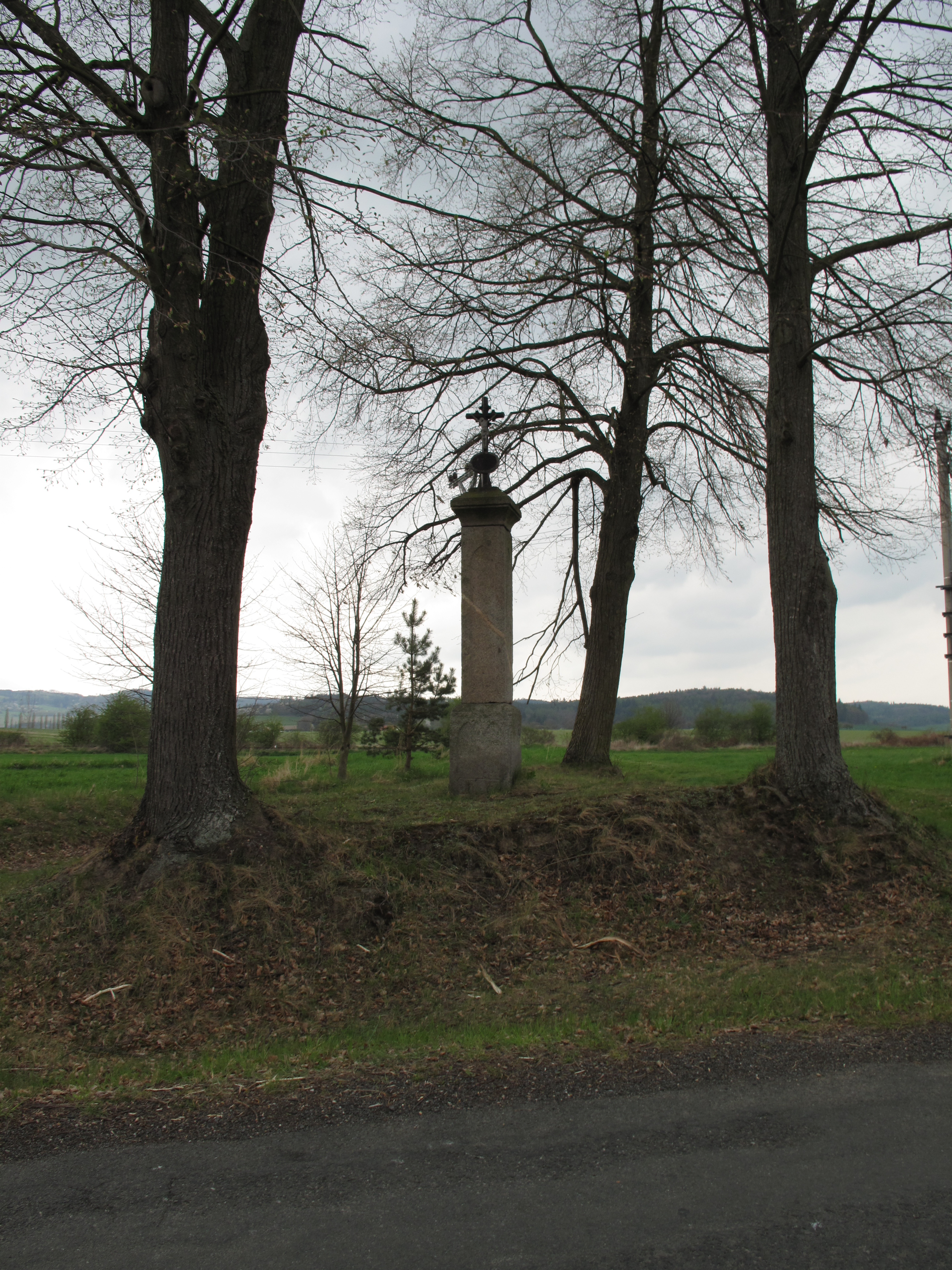
Křízek nedaleko obce
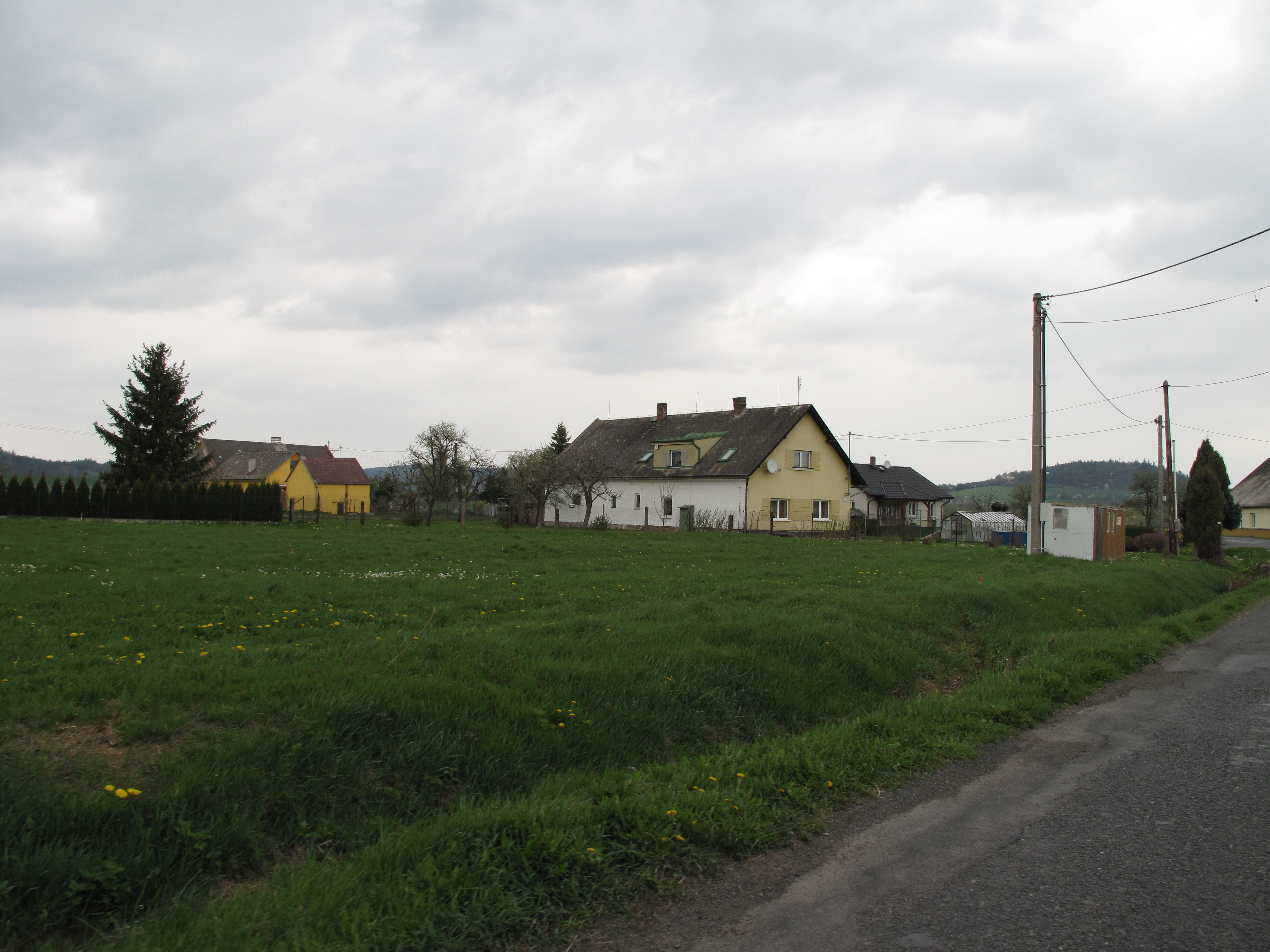
Místní domy